# 春申街道
春申街道，是中华人民共和国河南省信阳市潢川县下辖的一个乡镇级行政单位。
2024年4月15日，春申街道析置为春申街道、广济街道。

## 行政区划
春申街道下辖以下地区：
西关街社区、文庙街社区、机场新区社区、春申社区、五里村、奚店村、崔井村、余湖村、庙岗村和何店村。